# Angola i olympiska spelen
Angola har deltagit i elva olympiska sommarspel. Inga medaljer har tagits. Landet har inte ställt upp i olympiska vinterspelen.

## Medaljer
| Guld | Silver | Brons | Totalt antal medaljer |
| ---- | ------ | ----- | --------------------- |
| 0    | 0      | 0     | 0                     |

### Medaljer efter sommarspel
| Spel                | Idrottare        | Guld        | Silver      | Brons       | Totalt      | Placering   |
| Moskva 1980         | 11               | 0           | 0           | 0           | 0           | –           |
| Los Angeles 1984    | Deltog inte      | Deltog inte | Deltog inte | Deltog inte | Deltog inte | Deltog inte |
| Seoul 1988          | 24               | 0           | 0           | 0           | 0           | –           |
| Barcelona 1992      | 28               | 0           | 0           | 0           | 0           | –           |
| Atlanta 1996        | 28               | 0           | 0           | 0           | 0           | –           |
| Sydney 2000         | 30               | 0           | 0           | 0           | 0           | –           |
| Aten 2004           | 30               | 0           | 0           | 0           | 0           | –           |
| Peking 2008         | 32               | 0           | 0           | 0           | 0           | –           |
| London 2012         | 34               | 0           | 0           | 0           | 0           | –           |
| Rio de Janeiro 2016 | 25               | 0           | 0           | 0           | 0           | –           |
| Tokyo 2020          | 20               | 0           | 0           | 0           | 0           | –           |
| Paris 2024          | 24               | 0           | 0           | 0           | 0           | –           |
| Los Angeles 2028    | Framtida tävling |             |             |             |             |             |
| Brisbane 2032       | Framtida tävling |             |             |             |             |             |
| Totalt              | Totalt           | 0           | 0           | 0           | 0           | –           |

## Deltagare
| År                  | Deltagare totalt | Deltagare per sport | Deltagare per sport | Deltagare per sport | Deltagare per sport | Deltagare per sport | Deltagare per sport | Deltagare per sport | Deltagare per sport | Deltagare per sport | Deltagare per sport | Deltagare per sport |
| År                  | Deltagare totalt | Friidrott           | Basket              | Boxning             | Kanotsport          | Handboll            | Judo                | Rodd                | Simning             | Skytte              | Segling             | Beachvolleyboll     |
| ------------------- | ---------------- | ------------------- | ------------------- | ------------------- | ------------------- | ------------------- | ------------------- | ------------------- | ------------------- | ------------------- | ------------------- | ------------------- |
| Moskva 1980         | 11               | 3                   | -                   | 3                   | -                   | -                   | -                   | -                   | 5                   | -                   | -                   | -                   |
| Seoul 1988          | 24               | 6                   | -                   | 3                   | -                   | -                   | 7                   | -                   | 8                   | -                   | -                   | -                   |
| Barcelona 1992      | 28               | 5                   | 12                  | 1                   | -                   | -                   | 4                   | -                   | 3                   | -                   | 3                   | -                   |
| Atlanta 1996        | 28               | 2                   | 12                  | -                   | -                   | 12                  | -                   | -                   | 1                   | 1                   | -                   | -                   |
| Sydney 2000         | 30               | 2                   | 12                  | -                   | -                   | 13                  | -                   | -                   | 2                   | 1                   | -                   | -                   |
| Aten 2004           | 30               | 1                   | 12                  | -                   | -                   | 15                  | 1                   | -                   | 1                   | -                   | -                   | -                   |
| Peking 2008         | 32               | 1                   | 12                  | -                   | 1                   | 14                  | -                   | -                   | 2                   | -                   | -                   | 2                   |
| London 2012         | 34               | 2                   | 12                  | 1                   | 2                   | 14                  | 1                   | -                   | 2                   | -                   | -                   | -                   |
| Rio de Janeiro 2016 | 25               | 2                   | -                   | -                   | -                   | 14                  | 1                   | 2                   | 2                   | 1                   | 3                   | -                   |
| Tokyo 2020          | 20               | 1                   | -                   | -                   | -                   | 14                  | 1                   | -                   | 2                   | -                   | 2                   | -                   |
| Paris 2024          | 24               | 1                   | -                   | -                   | 2                   | 14                  | 1                   | 1                   | 2                   | -                   | 3                   | -                   |

## Fanbärare
| Spel                | Idrottare                          | Sport                                    |
| ------------------- | ---------------------------------- | ---------------------------------------- |
| Moskva 1980         | Fernando Lopes                     | Simning                                  |
| Seoul 1988          | João N'Tyamba                      | Friidrott                                |
| Barcelona 1992      | Jean-Jacques Conceição             | Basket                                   |
| Atlanta 1996        | Palmira Barbosa                    | Handboll                                 |
| Sydney 2000         | Nádia Cruz                         | Simning                                  |
| Aten 2004           | Ângelo Victoriano                  | Basket                                   |
| Peking 2008         | João N'Tyamba                      | Friidrott                                |
| London 2012         | Antónia Moreira                    | Judo                                     |
| Rio de Janeiro 2016 | Luísa Kiala                        | Handboll                                 |
| Tokyo 2020          | Natália Bernardo & Matias Montinho | Handboll (Bernardo) & Segling (Montinho) |
| Paris 2024          | Azenaide Carlos & Edmilson Pedro   | Handboll (Carlos) & Judo (Pedro)         |